# Gymnophana oatesi
Gymnophana oatesi är en skalbaggsart som beskrevs av Raffaello Gestro 1891. Gymnophana oatesi ingår i släktet Gymnophana och familjen Cetoniidae. Inga underarter finns listade i Catalogue of Life.